# Who Wants to Be Alone
«Who Wants to Be Alone» es una canción realizada por el DJ y productor holandés Tiësto para su álbum Kaleidoscope. Incluye la colaboración de Nelly Furtado para la voz en el tema. Fue lanzada como sencillo del álbum el 10 de enero del 2010. Previamente había sido lanzada en Finlandia en el 2009.

## Video musical
El vídeo musical que acompaña al tema fue lanzado en YouTube el 18 de enero de 2010. Fue filmado en agosto de 2009. con una chica recostada en una cama, pensando en su exnovio quien le había sido infiel. Luego sus amigas van hacia ella para llevarla a un concierto de Tiesto. Estando en él, puede ver a su exnovio coqueteando con una chica. Luego de ello, la chica conoce a Tiesto y empieza a coquetear con él, mientras sue exnovio la mira atentamente. Pasados estos acontecimientos, la chica y el exnovio deciden conversar, dando paso a un nuevo coqueteo entre ambos. El video termina con la chica y su amiga comentando que su exnovio la está esperando afuera en su auto. Finalmente la chica pasa de largo y sube al auto de Tiesto.

## Listado de canciones
| CD, sencillo, Promo |                                                          |          |  |
| N.º                 | Título                                                   | Duración |  |
| 1.                  | «Who Wants To Be Alone» (Radio Edit)                     | 3:34     |  |
| 2.                  | «Who Wants To Be Alone» (Robbie Rivera Juicy Remix)      | 7:24     |  |
| 3.                  | «Who Wants To Be Alone» (Andy Duguid Remix)              | 6:47     |  |
| 4.                  | «Who Wants To Be Alone» (Robbie Rivera Juicy Dub)        | 7:06     |  |
| 5.                  | «Who Wants To Be Alone» (Robbie Rivera Juicy Radio Edit) | 3:21     |  |
| 6.                  | «Who Wants To Be Alone» (David Tort Remix)               | 7:58     |  |
| 7.                  | «Who Wants To Be Alone» (Álbum Versión)                  | 4:36     |  |

## Posicionamiento en listas
| Listas (2010)                      | Posiciones |
| ---------------------------------- | ---------- |
| Bélgica (Flandes) (Ultratop 50)    | 39         |
| Dinamarca (Tracklisten)            | 20         |
| Eslovaquia (Rádio Top 100)         | 8          |
| Hungría (Dance Top 40)             | 10         |
| Países Bajos (Dutch Top 40)        | 17         |
| Países Bajos (Mega Single Top 100) | 34         |
| Polonia (Polish Airplay Top 100)   | 1          |
| Polonia (Dance Top 50)             | 5          |
| Reino Unido (UK Singles Chart)     | 91         |
| Reino Unido (UK Dance Chart)       | 10         |
| República Checa (Rádio Top 100)    | 12         |
| Rusia (Russian Music Charts)       | 78         |